# Martha Lille
Martha Sophia Lille, född 20 januari 1893 i Helsingfors, död där 9 mars 1988, var en finländsk journalist.
Lille, som var dotter till juris doktor Axel Lille och Aina Cronstedt, studerade vid läroverk, dimitterades från Konstföreningens ritskola 1914, var auskultant vid läroverk och studieresor till Frankrike 1928 samt Storbritannien 1935 och 1937. Hon var redaktör för tidskriften Astra 1923–1926, tjänstgjorde vid Aftonbladet i Stockholm 1926, var redaktör för Allas Krönika 1927–1933 samt frilansjournalist för olika tidningar i Finland och Skandinavien. Hon utgav Det finns en kungsväg (1945), Min far i närbild, en minnesteckning över Axel Lille baserad på hans brev (1965) och Sammanfogat, en släktkrönika genom fem generationer, som handlar om släkterna Cronstedt och Lille (1982). Som redaktör på Allas Krönika bidrog hon 1930 till att introducera luciafirandet i Finland.